# Сагаси-Дейбукский сельсовет
Сагаси-Дейбукский сельсовет  — административно-территориальная единица и муниципальное образование со статусом сельского поселения в Каякентском районе Дагестана Российской Федерации.
Административный центр — село Сагаси-Дейбук.

## Население
| 2002  | 2010  | 2012  | 2013  | 2014  | 2015  | 2016  |
| ----- | ----- | ----- | ----- | ----- | ----- | ----- |
| 2664  | ↘2421 | ↗2429 | ↗2448 | ↗2464 | ↗2518 | ↗2560 |
| 2017  | 2018  | 2019  | 2020  | 2021  | 2023  | 2024  |
| ↗2622 | ↗2662 | ↗2731 | ↗2763 | ↗3144 | ↗3207 | ↗3212 |
| 2025  |       |       |       |       |       |       |
| ↗3303 |       |       |       |       |       |       |

## Состав
| № | Населённый пункт | Тип населённого пункта       | Население |
| - | ---------------- | ---------------------------- | --------- |
| 1 | Дейбук           | село                         | ↘362      |
| 2 | Сагаси-Дейбук    | село, административный центр | ↗2782     |

Село Дейбук как анклав находится на территории Дахадаевского района. 